# Wegestein

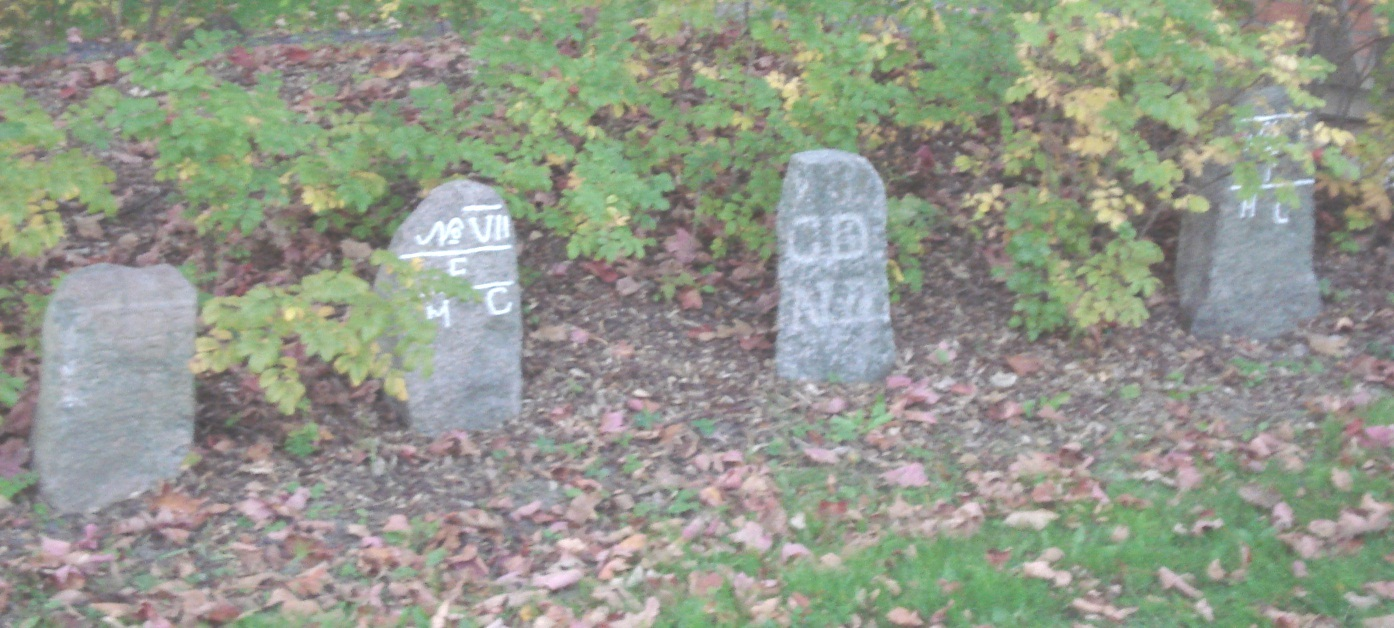
Historische Wegesteine (bei Fahren im Kreis Plön)

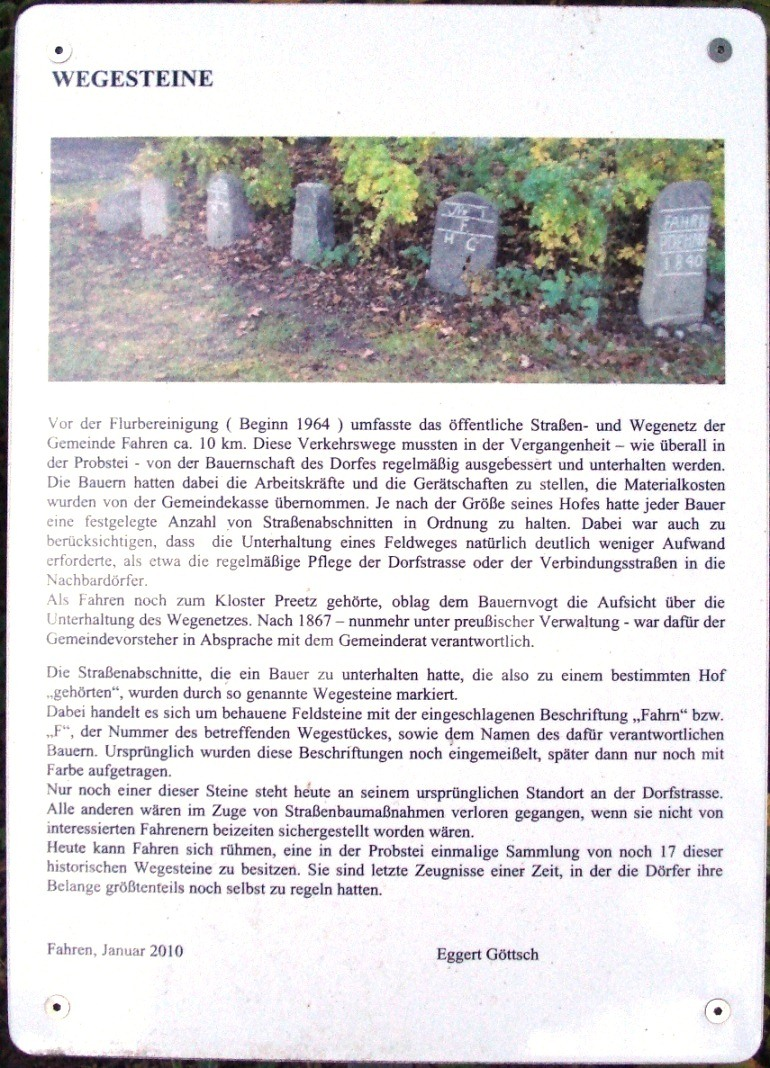
Erläuterungstafel zu den bei Fahren im Kreis Plön aufgestellten Wegesteinen

Als Wegesteine werden Straßenmarkierungen bezeichnet, die in früheren Zeiten – zu denen Hand- und Spanndienste üblich waren – anzeigten, wer (meist Bauern) für den Unterhalt eines Weges oder einer Straße verantwortlich war.
Es handelte sich meist um behauene Natursteine, in die die entsprechenden Angaben eingeschlagen bzw. mit Farbe aufgemalt waren und die an dem jeweiligen Weg aufgestellt wurden.
Die meisten dieser Wegesteine sind heute verschwunden, vereinzelt wurden diese jedoch als Kulturdenkmale bewahrt.